# Cajazeiras

Cajazeiras es una ciudad brasileña, situada en el extremo occidental del estado de Paraíba, en el Nordeste del país. Pertenece a mesorregión las zonas de influencia Paraibano y la microrregión de Cajazeiras y es distante 468 km de la capital del estado, João Pessoa. Ocupa un área de aproximadamente 566 kilómetros cuadrados y su población, de acuerdo según el IBGE, es de 61.816 habitantes en 2016 estimadas, que es la octava ciudad más poblada de Paraiba.
Es la principal ciudad de la región del Alto Piranhas, en 1863 Cajazeiras fue dividida y se creó el municipio de Sousa. El nombre de la ciudad se refiere a una granja fundada en el siglo XVIII por Luiz Gomes de Albuquerque, donde se plantaron varios Cajazeiras, los árboles que producen el jobo o Yuplon. Económicamente, el sector terciario es la principal fuente de ingresos, y el comercio y los servicios, las actividades económicas importantes. También tiene una cultura diversa, celebrado varios eventos cada año, como el Carnaval y el Festival Estadual de Teatro, y tiene algunas atracciones turísticas como el teatro Íracles Pires.